# پایگاه هوایی نیروهای ویژه ماونتن هووم
پایگاه هوایی نیروهای ویژه ماونتن هووم (به انگلیسی: Mountain Home Air Force Base) یک فرودگاه است . این فرودگاه در کشور ایالات متحده آمریکا قرار دارد .